# Brick by Brick
"Brick by Brick" é uma música do quarto álbum de estúdio do Arctic Monkeys, Suck It and See. A música foi a primeira do álbum a ser divulgada, em 4 de março de 2011, mais como uma prévia do disco do que um single. O single principal foi a música "Don't Sit Down 'Cause I've Moved Your Chair", que foi lançado digitalmente em 12 de abril. Uma edição limitada de vinil desse mesmo single foi lançada em 16 de abril, tendo "Brick by Brick" como lado b.
Alex Turner explicou a história da canção para a NME: "Estávamos em turnê em Miami e tinhamos acabado de fazer uma viagem longa. Tinhamos uma ideia para uma música chamada 'Brick By Brick' e a escrevemos naquela noite em um bar. Mas era bem comprida, pensamos nela como conceito musical e todas as coisas que queríemos fazer -'tijolo por tijolo'- e só fizemos uma lista com elas, que era três vezes mais longa do que a versão final." 

## Videoclipe
Apessar de não ser um single, a música ganhou um videoclipe. No vídeo, uma garota toca um disco do Arctic Monkeys em seu gramofone enquanto fuma um cigarro. Por volta da metade do vídeo, a cena muuda para um carro dirigindo pela Califórnia durante o pôr-do-sol e são mostradas imagens da banda na praia. Quando a canção chega em seu último refrão, a cena muda novamente para a banda gravando a música em Hollywood. Quando a música se aproxima ao fim, a cena é cortada mais uma vez para a garota escutando o disco e a imagem desaparece gradualmente enquanto ela vai embora. A impressão no vinil do vídeo é do escudo de Sheffield.